# Giuseppe Govone

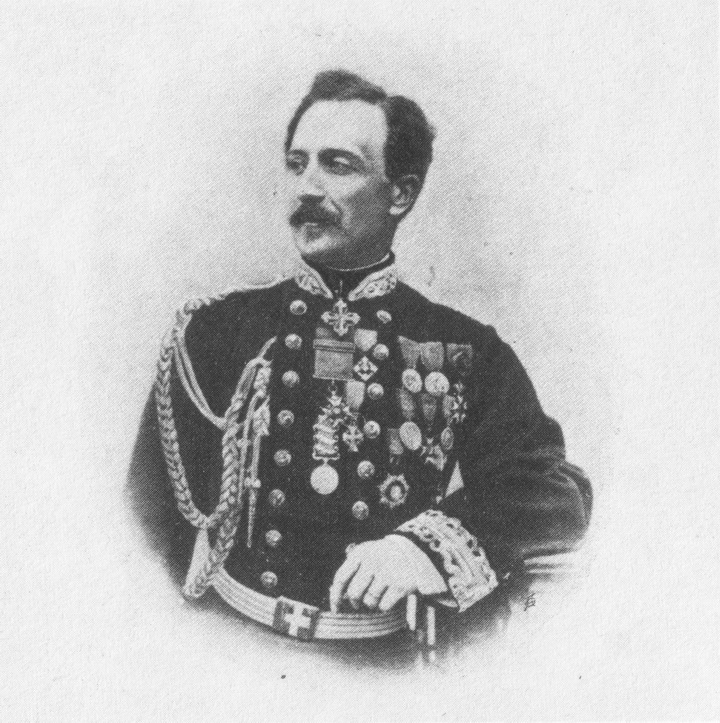
Giuseppe Govone.

Giuseppe Gaetano Maria Govone, född den 19 november 1825 i Isola d'Asti, död den 26 januari 1872 i Alba, var en italiensk militär och politiker.
Govone blev 1845 sardinsk generalstabslöjtnant, bevistade 1849 det preussiska fälttåget mot Danmark och 1853 de turkiska operationerna vid Donau samt ledsagade som andre generalstabschef La Marmora till Krim 1855. I italiensk-österrikiska kriget 1859-1860 utmärkte han sig och blev 1863 utnämnd till generallöjtnant. I mars 1866 avgick Govone som utomordentligt sändebud till Berlin, där han 8 april slöt det preussisk-italienska förbundet. I kriget mot Österrike utmärkte han sig som divisionschef i slaget vid Custozza. År 1867 blev Govone chef för generalstaben och medlem av andra kammaren, där han av sparsamhetsskäl förordade en minskning av krigsbudgeten och hären, vilka reduktionsplaner han, 1869 utsedd till krigsminister, också utförde, med den påföljd, att det blev Italien omöjligt att inblanda sig i fransk-tyska kriget 1870-1871. Då krigspartiets ledare, Cialdini, med anledning därav förklarade, att Govone förstört armén och gjort Italien värnlöst, begick denne ett självmordsförsök. Han räddades väl från döden, men blev sinnessjuk.